# Arteră fibulară
Artera fibulară, cunoscută și sub numele de artera peroneală, furnizează sânge compartimentului lateral al piciorului. Apare din trunchiul tibial-fibular. 

## Anatomie
Artera fibulară apare din bifurcația trunchiului tibial-fibular în arterele tibiale fibulare și posterioare din partea superioară a piciorului propriu-zis, chiar sub genunchi. Are un traseu spre picior în compartimentul posterior profund al piciorului, doar medial către fibulă. Trimite  o ramură perforantă atât compartimentelor laterale cât și anterioare ale piciorului; oferă, de asemenea, o arteră nutritivă fibulei. Unele surse susțin că artera fibulară apare direct din artera tibială posterioară, dar chirurgii vasculari și plastici remarcă semnificația clinică a trunchiului tibial-fibular. 
Artera fibulară este însoțită de vene mici (venele comitante) cunoscute sub numele de vene fibulare.

### Ramuri
Ramura de comunicare cu artera tibială posterioară.
Ramură perforantă comunicantă cu artera maleolară laterală anterioară.
O ramură calcaneală către partea laterală a calcaneului.

## Nomenclatură
La un moment dat din istoria sa, atât termenul grecesc perone, cât și termenul latin fibula concurau pentru a descrie osul mai mic al piciorului. Multe dintre artere, vene, nervi și mușchi din picior sunt denumite în funcție de osul în care se află (de exemplu, tibialis anterior și nervul tibial sunt aproape de tibie). Deci, artera care trece în apropierea osului mai mic al  piciorului mai mic avea două nume: artera peroneală și artera fibulară. Termenul fibulă a devenit în cele din urmă denumirea standard pentru os, dar multe dintre arterele, mușchii și nervii înrudiți sunt încă numiți sub denumirea greacă peroneală. Terminologia Anatomica, standardul internațional pentru nomenclatura anatomică, afirmă că atât denumirile derivate de fibulă, cât și peroneu sunt acceptabile, dar enumeră numele derivate din fibulă ca fiind termenii preferați.
La fel ca fibula, peroneu (pronunțată pereche-uh-genunchi) înseamnă știftul unei broșe sau catarame.

## Imagini suplimentare

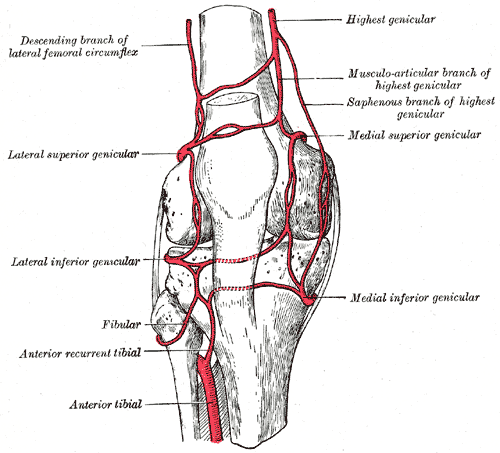
Anastomoză circumpatelară.

- „Peroneal artery”. Medcyclopaedia. GE.
- Artera peroneală distală - este o sursă eficientă de ieșire? Arhivat în 25 septembrie 2006, la Wayback Machine. - Vascularweb.org
- Anatomy photo:15:14-0203  - „Piciorul: nervii și vasele din compartimentul profund al piciorului”